# Hugon Moryciński
Hugon Moryciński (ur. 13 lipca 1904 w Stopnicy, zm. 12 czerwca 1973 w Toruniu) – polski reżyser teatralny, dyrektor teatrów.
W 1925 ukończył Gimnazjum im. Mikołaja Reja w Kielcach. W latach 1926–1927 studiował prawo na Uniwersytecie Jagiellońskim, 1934–1935 reżyserię na PIST. Publikował artykuły, recenzje i nowele w kieleckim „Przeglądzie Tygodniowym” i warszawskiej „Epoce”. Przejściowo pracował jako sekretarz w kancelarii adwokackiej, bibliotekarz i urzędnik. Od 1930 współpracował z Redutą. Był w niej sekretarzem literackim, od 1933 również w Teatrze Polskim i Małym w Warszawie. Pełnił funkcję sekretarza generalnego Towarzystwa Krzewienia Kultury Teatralnej. Pierwszym wyreżyserowanym przez niego spektaklem były Damy i huzary Aleksandra Fredry w warszawskim Teatrze Powszechnym w listopadzie 1935. Od 1936 by dyrektorem Teatru Popularnego i Polskiego w Łodzi. Od 1937 do kwietnia 1939 sprawował funkcję dyrektora artystycznego Teatrów Miejskich. W czasie II wojny światowej mieszkał w Warszawie i pracował fizycznie. Po powstaniu warszawskim, w którym walczył w stopniu podporucznika w Oddziale VI BiP (Biuro Informacji i Propagandy) Komendy Głównej AK (ps. „Hugo”) trafił do Obozu jenieckiego w Murnau, gdzie brał udział w życiu teatralnym. W 1945 z ramienia radzieckich władz okupacyjnych organizował powrót robotników przemysłowych z Saksonii i Turyngii do Polski.
W sezonie 1945/1946 był reżyserem Miejskich Teatrów Dramatycznych w Warszawie. W latach 1946–1950 sprawował funkcje dyrektora i kierownika artystycznego Teatru im. Żeromskiego w Kielcach, 1950–1952 – Teatrów Dramatycznych w Szczecinie (kierownikiem artystycznym był tam do 1951). W tym okresie gościnnie reżyserował w Teatrze im. Osterwy w Lublinie. W latach 1952–1955 był reżyserem w Teatrze Wybrzeże i wykładowcą kultury słowa na WSP w Gdańsku. Od 1955 do 1958 pełnił obowiązki dyrektora i kierownika artystycznego Teatru Ziemi Rzeszowskiej (od 1957 pod nazwą Teatr im. Siemaszkowej), od 1958 do 1961 – Teatru Ziemi Pomorskiej w Bydgoszczy i Toruniu, 1961–1972 – Teatru im. Wilama Horzycy w Toruniu. W 1960 przyczynił się do utworzenia Teatru Kameralnego w Bydgoszczy. W 1959 zainicjował powstanie Festiwalu Teatru Polski Północnej w Toruniu. Zostały na nim nagrodzone wyreżyserowane przez niego spektakle: Kordian Juliusza Słowackiego (1960), Skandal w Hellbergu Jerzego Broszkiewicza (1962), Noc listopadową Stanisława Wyspiańskiego (1964) i Ścieżka zbawienia Jorgego Andrade. Otrzymał także nagrody za inscenizacje Snu nocy letniej Williama Szekspira na Festiwalu Szekspirowskim w 1947, Burzy Aleksandra Ostrowskiego na Festiwalu Sztuk Radzieckich w 1949 (obydwa w Teatrze im. Żeromskiego) oraz za całokształt twórczości w Rzeszowie (1957) i Toruniu (1972). W 1957 został odznaczony Krzyżem Oficerskim Orderu Odrodzenia Polski.
Jest pochowany na Cmentarzu Garnizonowym w Toruniu. Jego imię nosi ulica w Toruniu oraz przyznawana od 1973 na Festiwalu Teatrów Polski Północnej nagroda dla młodych aktorów.

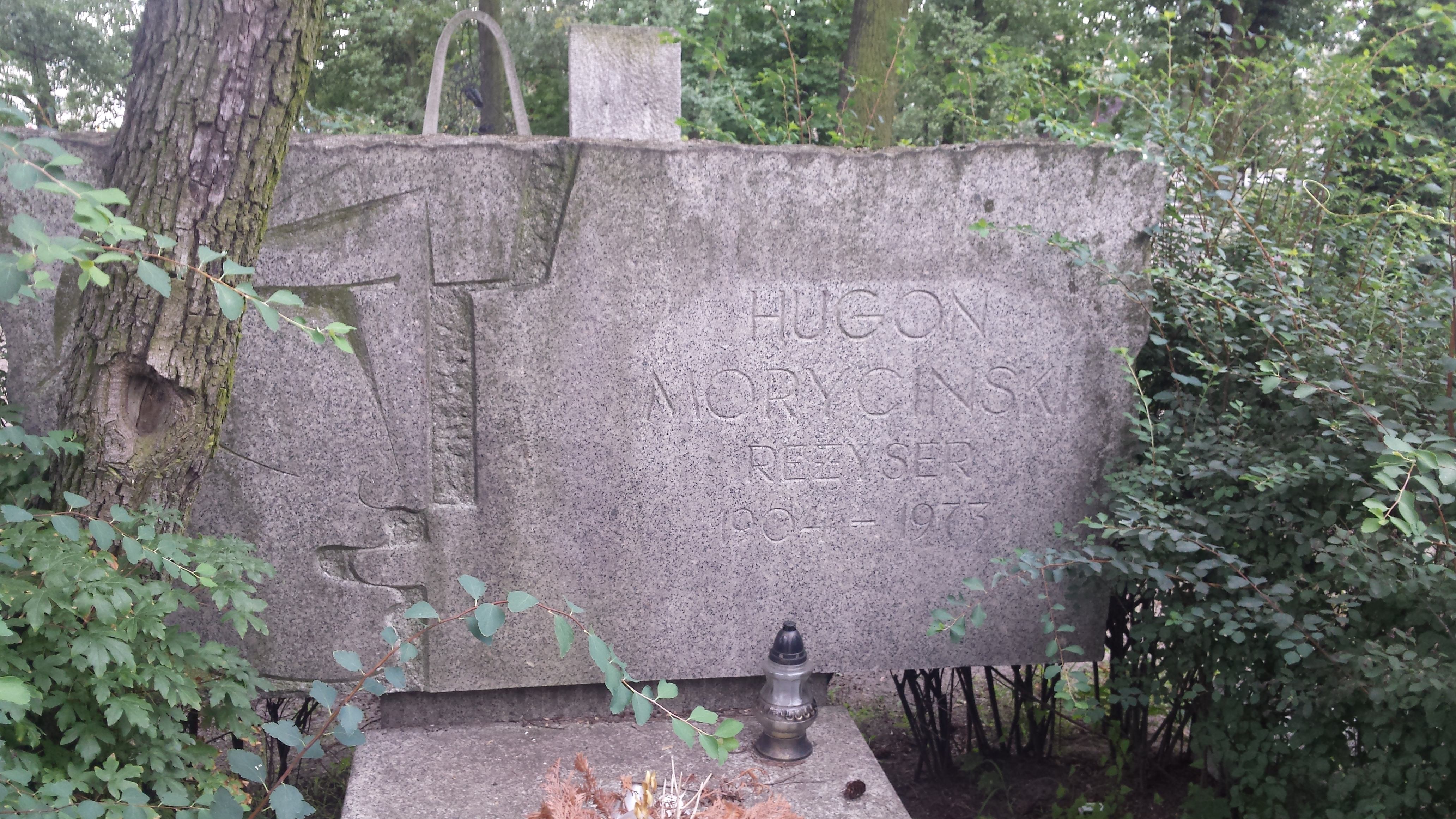
Grób Hugona Morycińskiego na Cmentarzu Garnizonowym w Toruniu